# Крота д'Ада
Крота д'Ада (итал. Crotta d'Adda) је насеље у Италији у округу Кремона, региону Ломбардија.
Према процени из 2011. у насељу је живело 545 становника. Насеље се налази на надморској висини од 52 м.

## Становништво
| 1936. | 1951. | 1961. | 1971. | 1981. | 1991. | 2001. | 2011. |
| ----- | ----- | ----- | ----- | ----- | ----- | ----- | ----- |
| 1.409 | 1.478 | 1.100 | 850   | 749   | 690   | 670   | 654   |